# Caprimulgus maculicaudus
Caprimulgus maculicaudus là một loài chim trong họ Caprimulgidae.
Loài này được tìm thấy ở Bolivia, Brazil, Colombia, Guiana thuộc Pháp, Guyana, Honduras, Mexico, Nicaragua, Paraguay, Peru, Suriname, Venezuela, và có thể là Ecuador. Môi trường sống tự nhiên của chúng là xavan khô và cận nhiệt đới hoặc cận nhiệt đới mùa ẩm ướt hoặc đồng cỏ vùng đồng bằng bị ngập lụt.